# Alfred Cramer
Pour les articles homonymes, voir Cramer.
Alfred Friedrich Wilhelm Cramer (né le 24 avril 1863 à Stettin et mort le 8 novembre 1915 à Minden) est un lieutenant-colonel prussien et écrivain militaire .

## Biographie

### Origine
Le père de Cramer, Dietrich, est colonel et plus récemment commandant de Sarrelouis. Sa mère Agnès est née baronne von Nolting du manoir d'Harderode (de)

### Carrière militaire
Le 15 avril 1882, Cramer est transféré du corps de cadets au 15e régiment d'infanterie (de) à Minden en tant qu'enseigne porte-pee, grade qu'il doit occuper à partir du 16 novembre. Il est promu sous-lieutenant le 11 septembre 1883. Du 21 novembre au 17 décembre 1887, il est affecté à la fabrique de fusils de Spandau. Il est adjudant du 1er bataillon depuis le 10 février 1888 et est ensuite affecté au gymnase central de Berlin du 1er mars au 26 août 1891. Il est promu premier lieutenant le 29 mars 1892. À ce titre, il travaille pour la première fois littérairement pour son régiment en éditant l'histoire des officiers de son régiment. Promu capitaine et chef de la 10e compagnie le 27 janvier 1898. Du 20 juillet au 23 août 1899 et du 17 juillet au 20 août 1907, il suit un cours de formation à l'école de tir d'infanterie de Wünsdorf
Son commandant de régiment, Curt von Morgen, charge Cramer d'écrire une histoire complète du régiment, y compris toutes les publications existantes.
Promu major surnuméraire, Cramer est transféré à l'état-major du régiment. Son nouveau commandant, August zur Nedden, charge Cramer de dresser une liste de tous les officiers ayant servi dans le régiment à l'occasion du 100e anniversaire. Cependant, au moment de la publication de cette liste, quelqu'un d'autre, le colonel wurtembergeois Hermann von Haldenwang, commande déjà le régiment. Par le décret le plus élevé du Cabinet du 27 janvier 1912, Cramer reçoit ses honoraires d'officier d'état-major rétroactivement au 1er mars. Il est nommé commandant du 3e bataillon le 22 avril 1912.
Après la mobilisation, la 13e division d'infanterie se rassemble à Eupen près de la frontière. Le régiment de Cramer est d'abord destiné à faire partie de la26e brigade d'infanterie (de) désignée comme réserve de corps et entre dans la Première Guerre mondiale le 12 août 1914 en franchissant la frontière belge. Avec le régiment, il marche via Liège à travers la Belgique neutre et traverse le 21 août l'ancien champ de bataille de Waterloo, qu'il connait bien pour y avoir effectué des recherches sur l'histoire du régiment qu'il a rédigée en relation avec la campagne d'été de 1815 et la bataille de Waterloo. Le régiment reçoit son baptême du feu contre des parties de la 5e armée française le 23 août lors de la bataille près de Lobbes dans le cadre de la bataille de Namur. Sa brigade est alors affectée au siège de Maubeuge. Lors de la bataille de l'Aisne, son bataillon combat à Berméricourt et Loivre. Lors de la reconnaissance par son bataillon d'un canal bordé de peupliers près de Berméricourt, Cramer est blessé à l'épaule par un coup de fusil le 13 septembre 1914, peu avant l'ordre du régiment de dégager le canal. N'ayant pas pu être récupéré, Cramer est fait prisonnier par les Français.
Pendant sa captivité, il tombe gravement malade et retourne à Minden le 2 septembre 1915 en échange de prisonniers de guerre. Mais il ne se rétablit pas non plus à Minden et y meurt avec le grade de lieutenant-colonel le 8 novembre 1915 et est enterré cinq jours plus tard.

### Famille
Sa femme est née Jungè. Le général Hans Cramer est son fils.

## Publications
- Offizier-Geschichte des Infanterie-Regiments „Prinz Friedrich der Niederlande“ (2. Westfälisches) Nr. 15. 1897.
- Geschichte des Infanterie-Regiments „Prinz Friedrich der Niederlande“ 2. Westfälischen Nr. 15. 1910.
- Offizier-Stammliste des „Infanterie-Regiments Prinz Friedrich der Niederlande“ (2. Westfälischen). 1913.